# ان‌جی‌سی ۴۲
ان‌جی‌سی ۴۲ (به انگلیسی: NGC 42) یک کهکشان عدسی با قدر ظاهری ۱۵ است که در صورت فلکی اسب بالدار قرار دارد.